# Kłączno (jezioro)
Kłączno (kaszb. Jezoro Kłończno) – jezioro rynnowe położone na północnym skraju Równiny Charzykowskiej, w powiecie bytowskim województwa pomorskiego). Akwen obejmuje powierzchnię 215,5 ha i jest otoczony lasami. Jezioro składa się z trzech części: Studzieniczno (kaszb. Stëdzeniczno), Kłączno (kaszb. Kłończno) i Ryńskie (kasz. Jezoro Rëńsczé) i pełni przede wszystkim funkcje rekreacyjno-turystyczne.